# Vườn quốc gia Núi Palung
Vườn quốc gia Núi Palung nằm trên đảo Borneo, thuộc tỉnh Tây Kalimantan, Indonesia. Nó nằm về phía bắc của Ketapang và phía đông của Sukadana. Nó nổi tiếng với sự đa dạng của các kiểu sinh cảnh, từ rừng ngập mặn, đầm lầy nước ngọt, rừng phù sa đất thấp, rừng trên núi, cùng hệ động vật hoang dã đa dạng. Đây là một trong số ít các vườn quốc gia trên thế giới có thể nhìn thấy loài đười ươi trong tự nhiên.

## Lịch sử
úi Palung lần đầu tiên được bảo vệ vào năm 1937 như một khu bảo tồn thiên nhiên có diện tích 300 km2 (120 dặm vuông Anh). Năm 1981, diện tích của nó được tăng lên thành 900 km2 (350 dặm vuông Anh) và nó trở thành một khu bảo tồn động vật hoang dã. Đến ngày 24 tháng 3 năm 1990, nó được tuyên bố trở thành một vườn quốc gia.